# Saint-Paulet-de-Caisson
Saint-Paulet-de-Caisson is een gemeente in het Franse departement Gard (regio Occitanie). De plaats maakt deel uit van het arrondissement Nîmes. Saint-Paulet-de-Caisson telde op 1 januari 2022 1.894 inwoners.

## Geografie
De oppervlakte van Saint-Paulet-de-Caisson bedroeg op 1 januari 2022 16,88 vierkante kilometer; de bevolkingsdichtheid was toen 112,2 inwoners per km².

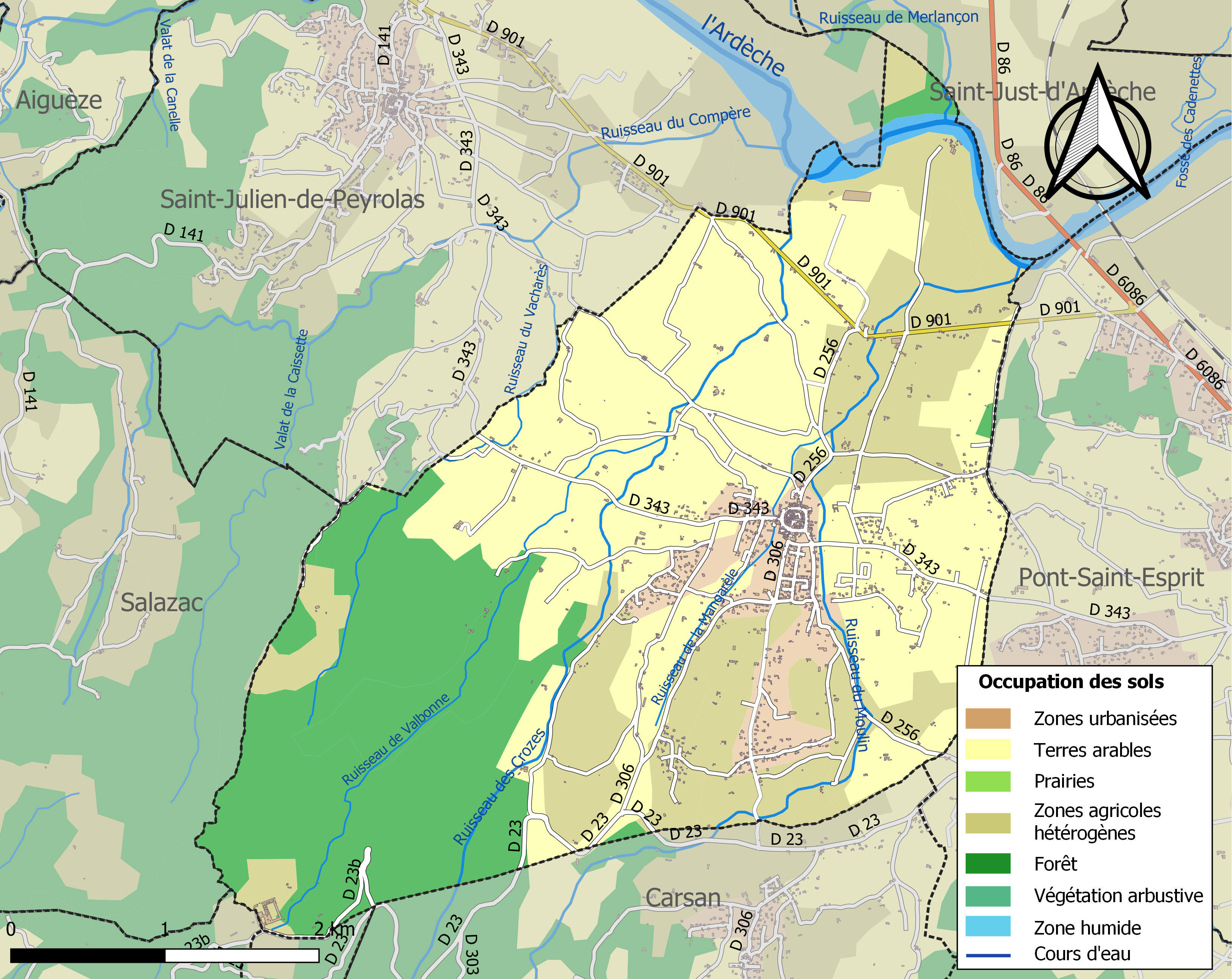
Kaart van de gemeente met belangrijkste infrastructuur, bodemgebruik en omliggende gemeenten

## Demografie
Onderstaande figuur toont het verloop van het inwonertal (bron: INSEE-tellingen).